# 342 a.C.
Il 342 a.C. (CCCXLII a.C. in numeri romani) è un anno  del IV secolo a.C.

## Eventi
- Roma
  - Consoli Quinto Servilio Ahala III e Gaio Marcio Rutilo IV
  - Dittatore Marco Valerio Corvo
- Alessandro I diventa re dell'Epiro
- Battaglia di Maling: nel Periodo degli stati combattenti in Cina, l'armata dello stato Qi sconfigge l'armata dello stato Wei.

## Nati
- Tessalonica di Macedonia († 295 a.C.)